# Jaroslav Ivančo
Jaroslav Ivančo (ur. 31 maja 1971) – słowacki nauczyciel i polityk, poseł do Rady Narodowej.

## Życiorys
W latach 1989–1994 studiował na Uniwersytecie Pavla Jozefa Šafárika w Koszycach, po czym pracował jako nauczyciel i dyrektor szkoły katolickiej w miejscowości Svidník (1994–2005), zaś od 2006 był dyrektorem szkoły zawodowej i handlowej w Svidníku.
W latach 2002, 2006 i 2010 uzyskiwał mandat posła do Rady Narodowej. Po ostatnich wyborach zrezygnował z objęcia mandatu w związku z powołaniem na urząd sekretarza stanu w Ministerstwie Szkolnictwa, Nauki, Badań i Sportu. W 2012 nie dostał się do parlamentu.